# 宮崎 (川崎市)
宮崎（みやざき）は、神奈川県川崎市宮前区の町名。現行行政地名は宮崎1丁目から宮崎6丁目と大字宮崎。住居表示はいずれも未実施区域。面積は1.269km²。

## 地理
宮前区の北東端にあり、北東側で高津区に接する。旧宮前村（みやさきむら）の中心部に位置するが、東急田園都市線開通前は交通の不便さから、のどかな農耕地帯が残っていたという。東急田園都市線の開通後、急速に宅地化し、現在は一戸建て住宅やマンションの立ち並ぶ住宅街となっている。
馬絹（まぎぬ）で矢上川に合流する、矢上川の支流の小川を谷として、その両側の斜面及び頂上の台地部分によって構成される。そのため、他の宮前区内と同様に坂が非常に多い。主な坂としては、
- 長坂
- さくら坂
- 堂脇坂

などがある。
2000年代には、日本電気(NEC)中央研究所のあった敷地が、住宅地として再開発された。

### 面積
面積は以下の通りである。
| 大字・丁目 | 面積（km²） |
| ---------- | ----------- |
| 宮崎       | 0.320       |
| 宮崎1丁目  | 0.152       |
| 宮崎2丁目  | 0.193       |
| 宮崎3丁目  | 0.208       |
| 宮崎4丁目  | 0.081       |
| 宮崎5丁目  | 0.134       |
| 宮崎6丁目  | 0.182       |
| 計         | 1.269       |

### 地価
住宅地の地価は、2025年（令和7年）1月1日の公示地価によれば、宮崎1丁目12番34外の地点で42万円/m²、宮崎5丁目12番29の地点で35万9000円/m²、宮崎字三ッ又271番2の地点で36万9000円/m²>、宮崎字三ッ又77番19外の地点で28万6000円/m²となっている。

## 歴史
この地域には旧来「宮崎」の名は存在しなかった。1951年（昭和26年）に梶ケ谷・馬絹・土橋・有馬のうち軍用地として接収されていた地が農地解放された際、新たな大字として成立した。このとき、後述のように「宮崎小学校」から「宮崎」という名が付けられた。その後、いくつかの町域が分離されるなどもあり、残りが宮崎及び宮崎1丁目から6丁目となって現在に至っている。また、軍用地に接収された時代は住民はいなかったが、その前後はのどかな農耕地帯であり、自然を多く残していたようである。劇的な変化が訪れたのは、1966年（昭和41年）、東急田園都市線が開通し、東京のベッドタウンとして急速に都市化、人口が増加し、現在の住宅地が形成される。

### 地名の由来
宮崎の名は、旧宮前村（みやさきむら）に由来する。
1889年（明治22年）に、野川・馬絹・土橋・梶ヶ谷・有馬の5村と溝口村の飛地が合併した。この時、新村の村名は、村の中央に近い、女体権現社（現：馬絹神社）の前にある「宮ノ前」（みやのまえ）地区に置かれたことから、「宮前村（みやさきむら）」と名付けられた。その後1938年（昭和13年）、川崎市に宮前村が吸収された際、宮前村の名は消滅した。また、この時に村（馬絹）にあった「尋常高等宮前小学校」は、川崎市内に既に在った「尋常川崎宮前小学校」（現川崎市立宮前小学校、川崎区宮前町）と名称が重なるため、「川崎市宮崎尋常高等小学校」と名を改められた。（その後、1941年（昭和16年）に「川崎市宮崎国民学校」、1947年（昭和22年）に「川崎市立宮崎小学校」と改称）。1951年（昭和26年）、太平洋戦争中接収を受けたこの地域が農地解放時に新地域として成立する際に、当地に宮前村があったことにちなみ、「宮崎小学校」の名から「宮崎」という名が付けられた。

### 年表
- 1889（明治22）年4月1日 - 町村制施行により、橘樹郡宮前（みやさき）村の一部となる。
- 1938（昭和13）年10月1日 - 宮前村が川崎市に編入される。
- 1951（昭和26）年 - 農地解放された馬絹などの一部が「宮崎」として成立。
- 1966（昭和41）年 - 東急田園都市線開通、宮崎台駅開業。一部が鷺沼に分離される[11]。
- 1969（昭和44）年 - 一部が梶ケ谷に編入される。
- 1971（昭和46）年 - 一部が神木に分離される[11]。
- 1972（昭和47）年 - 宮崎土地区画整理事業[12]により、宮崎の一部をもって宮崎1丁目～6丁目、宮前平1丁目～3丁目、土橋1丁目が成立[13]。
- 1972（昭和47）年4月1日 - 川崎市の政令指定都市移行に伴い、高津区宮崎ほかとなる。
- 1975（昭和50）年 - 一部が小台に分離される[11]。
- 1976（昭和51）年 - 一部が土橋に編入される。
- 1982（昭和57）年7月1日 - 宮前区分区により宮前区宮崎ほかとなる。

## 催事
- 宮崎さくら祭り - 毎年4月第1日曜日、宮崎台駅南口・駅前桜通り一帯

## 世帯数と人口
2025年（令和7年）6月30日現在（川崎市発表）の世帯数と人口は以下の通りである。
| 大字・丁目 | 世帯数     | 人口     |
| ---------- | ---------- | -------- |
| 宮崎       | 2,867世帯  | 5,485人  |
| 宮崎1丁目  | 1,902世帯  | 3,589人  |
| 宮崎2丁目  | 2,598世帯  | 4,655人  |
| 宮崎3丁目  | 2,186世帯  | 4,617人  |
| 宮崎4丁目  | 410世帯    | 1,134人  |
| 宮崎5丁目  | 1,013世帯  | 2,037人  |
| 宮崎6丁目  | 1,056世帯  | 2,449人  |
| 計         | 12,032世帯 | 23,966人 |

### 人口の変遷
国勢調査による人口の推移。
| 年                 | 人口   |
| ------------------ | ------ |
| 1995年（平成7年）  | 19,359 |
| 2000年（平成12年） | 19,688 |
| 2005年（平成17年） | 20,793 |
| 2010年（平成22年） | 21,671 |
| 2015年（平成27年） | 21,944 |
| 2020年（令和2年）  | 23,663 |

### 世帯数の変遷
国勢調査による世帯数の推移。
| 年                 | 世帯数 |
| ------------------ | ------ |
| 1995年（平成7年）  | 7,924  |
| 2000年（平成12年） | 8,607  |
| 2005年（平成17年） | 9,267  |
| 2010年（平成22年） | 10,091 |
| 2015年（平成27年） | 10,002 |
| 2020年（令和2年）  | 11,253 |

## 学区
市立小・中学校に通う場合、学区は以下の通りとなる（2022年4月時点）。
| 大字・丁目 | 番・番地等                       | 小学校                 | 中学校               |
| ---------- | -------------------------------- | ---------------------- | -------------------- |
| 宮崎       | 67～100番                        | 川崎市立梶ヶ谷小学校   | 川崎市立宮崎中学校   |
| 宮崎       | 101～180番 251～299番            | 川崎市立西梶ヶ谷小学校 | 川崎市立宮崎中学校   |
| 宮崎       | 604～610番 646～674番 693～697番 | 川崎市立宮崎台小学校   | 川崎市立宮前平中学校 |
| 宮崎1丁目  | 全域                             | 川崎市立宮崎台小学校   | 川崎市立宮前平中学校 |
| 宮崎2丁目  | 全域                             | 川崎市立宮崎台小学校   | 川崎市立宮前平中学校 |
| 宮崎3丁目  | 全域                             | 川崎市立宮崎台小学校   | 川崎市立宮前平中学校 |
| 宮崎4丁目  | 全域                             | 川崎市立宮崎台小学校   | 川崎市立宮前平中学校 |
| 宮崎5丁目  | 全域                             | 川崎市立宮崎台小学校   | 川崎市立宮前平中学校 |
| 宮崎6丁目  | 全域                             | 川崎市立富士見台小学校 | 川崎市立宮前平中学校 |

## 事業所
2021年（令和3年）現在の経済センサス調査による事業所数と従業員数は以下の通りである。
| 大字・丁目 | 事業所数  | 従業員数 |
| ---------- | --------- | -------- |
| 宮崎       | 61事業所  | 690人    |
| 宮崎1丁目  | 55事業所  | 356人    |
| 宮崎2丁目  | 206事業所 | 3,070人  |
| 宮崎3丁目  | 55事業所  | 372人    |
| 宮崎4丁目  | 7事業所   | 131人    |
| 宮崎5丁目  | 28事業所  | 226人    |
| 宮崎6丁目  | 42事業所  | 360人    |
| 計         | 454事業所 | 5,205人  |

### 事業者数の変遷
経済センサスによる事業所数の推移。
| 年                 | 事業者数 |
| ------------------ | -------- |
| 2016年（平成28年） | 402      |
| 2021年（令和3年）  | 454      |

### 従業員数の変遷
経済センサスによる従業員数の推移。
| 年                 | 従業員数 |
| ------------------ | -------- |
| 2016年（平成28年） | 4,945    |
| 2021年（令和3年）  | 5,205    |

## 交通

### 鉄道
- 東急田園都市線宮崎台駅

### 道路
- 国道246号
- 尻手黒川道路 - 地域内を通らないが、近隣にあり住民に利用される。
- 宮崎台駅周辺には駐車場が少なく駅のすぐ近くにある宮崎第一公園の周りは8時から20時まで駐車禁止になっていない部分は、駐車車両が多い。

## 施設
- セレサ川崎農業協同組合（JAセレサ川崎） 本店
- 電車とバスの博物館
- 川崎市立宮崎小学校
- 川崎市立宮崎台小学校
- 川崎市立宮崎中学校

## その他

### 日本郵便
- 郵便番号 : 216-0033[3]（集配局 : 宮前郵便局[24]）

### 警察
町内の警察の管轄区域は以下の通りである。
| 大字・丁目 | 番・番地等  | 警察署     | 交番・駐在所   |
| ---------- | ----------- | ---------- | -------------- |
| 宮崎       | 67～610番地 | 宮前警察署 | 馬絹交番       |
| 宮崎       | その他      | 宮前警察署 | 神木交番       |
| 宮崎1丁目  | 全域        | 宮前警察署 | 馬絹交番       |
| 宮崎2丁目  | 全域        | 宮前警察署 | 馬絹交番       |
| 宮崎3丁目  | 全域        | 宮前警察署 | 馬絹交番       |
| 宮崎4丁目  | 全域        | 宮前警察署 | 神木交番       |
| 宮崎5丁目  | 全域        | 宮前警察署 | 宮前平駅前交番 |
| 宮崎6丁目  | 全域        | 宮前警察署 | 宮前平駅前交番 |